# Torrepadre
Torrepadre község Spanyolországban, Burgos tartományban. Torrepadre Santa María del Campo, Villahoz, Royuela de Río Franco, Cobos de Cerrato és Peral de Arlanza községekkel határos. Lakosainak száma 65 fő (2024).

## Népesség
A település népessége az utóbbi években az alábbiak szerint változott:
| Lakosok száma | 116  | 95   | 84   | 86   | 86   | 63   | 73   | 69   | 76   | 65   |
|               | 2001 | 2004 | 2006 | 2009 | 2011 | 2014 | 2016 | 2019 | 2021 | 2024 |